# Greta Segerson
Greta Irene Segerson, född 20 december 1914 i Göteborgs Masthuggs församling, Göteborg, död där 15 januari 2016, var en svensk politiker och aktivist (Vänsterpartiet) samt kommunaltjänsteman. Hon verkade under sitt liv även som kurir för Komintern och som föredragshållare. Vid 93 års ålder framträdde hon som rappare.

## Biografi
Segerson föddes, växte upp och bodde större delen av livet i Masthugget i Göteborg. Under 1920-talet gick hon med i Sveriges kommunistiska ungdom.

### Utlandsuppdrag och giftermål
Åren 1934 till 1937 bodde hon i Moskva och studerade organisation, politisk ekonomi och Sovjets historia vid Kominterns partiskola. Parallellt med utbildningen blev hon anställd i den kommunistiska internationalen, där hon arbetade med att skriva och översätta, men skickades också som kurir med material till Kominterns olika sektioner bland annat i Tyskland, Österrike och Frankrike. Dessa kurirresor till nazityska områden var riskfyllda, men Segerson berättade att "Jag såg ung och barnslig ut, var blond och talade tyska. Uppklädd med snygga kläder fick jag spela en fin dam på turistresa".
Hemma i Sverige agerade hon talare på turnéer för stöd till svenska Spanienfrivilliga. Hon träffade under denna tid den spanienfrivillige Bengt Segerson, som återvände till Sverige när den internationella brigaden avvecklades i slutet av 1938. De gifte sig i januari 1940.
Tillsammans med bland andra Ingrid Segerstedt var hon aktiv i en grupp som hjälpte politiska flyktingar från Tyskland.

### Senare uppdrag, andra aktiviteter
Segerson arbetade under många år som tjänsteman inom Göteborgs kommun med bland annat budgetfrågor, och innehade inte några offentliga förtroendeuppdrag. Däremot arbetade hon internt inom Vänsterpartiet och blev en viktig och inflytelserik person i partidistriktet i Göteborg.
Segerson var 2002 medgrundare till Svenska Spanienfrivilligas vänner tillsammans med bland annat Helmut Kirschey.
Som 93-åring framträdde Segerson som rappare efter att ha försökt undvika att sjunga under en julfest. Framträdandet blev mycket uppmärksammat och hon beskrevs som världens äldsta rappare.

### Sista år
Med sin höga ålder och långa politiska verksamhet kom Greta Segerson att nå berömmelse lokalt och inom Vänsterpartiet. Hennes 100-årsdag firades med stort kalas i Vänsterpartiet Göteborgs lokaler på Andra Långgatan där bland andra Mikael Wiehe deltog. Segerson avled 2016, vid 101 års ålder, och vid hennes begravning deltog Lars Ohly, Johan Lönnroth, Frank Baude och Jonas Sjöstedt.

## Utmärkelser och eftermäle
Greta Segersons och hennes man Bengts liv gestaltades i Jonas Sjöstedts bok Masthugget, Moskva, Madrid och dokumentären Masthuggstjejen, det är jag det. I Sjöstedts bok beskrivs bland annat deras kamp för ett demokratiskt Spanien, där hennes man Bengt Segerson stred som frivillig. De medger att de var blåögda i sin syn på Sovjetunionen, men deras uppfattning var att missförhållanden i Sovjetunionen berodde på förvanskningar av den kommunistiska ideologin.
År 2014 tilldelades Segerson Göteborgs stads förtjänsttecken för sin antifascistiska gärning.
Ett mötesrum har uppkallats efter Segerson i expeditionen för Vänsterpartiet i Göteborg på Andra Långgatan.